# København A-Raeken (1900/1901)
København A-Raeken (1900/1901) była 12. sezonem nieoficjalnych mistrzostw Danii w piłce nożnej. W rozgrywkach brały udział tylko zespoły z Kopenhagi. Nowym mistrzem Danii został zespół Boldklubben af 1893.

## Tabela końcowa
|   | Klub                 | M | Z | R | P | Br+ | Br- | Pkt | Uwagi  |
| 1 | Boldklubben af 1893  | 8 | 6 | 0 | 2 | 23  | 11  | 12  | Mistrz |
| 2 | Akademisk BK         | 8 | 5 | 0 | 3 | 28  | 19  | 10  |        |
| - | Boldklubben Frem     | 8 | 5 | 0 | 3 | 23  | 17  | 10  |        |
| 4 | Kjøbenhavns Boldklub | 8 | 3 | 0 | 5 | 15  | 19  | 6   |        |
| 5 | Østerbros BK         | 8 | 1 | 0 | 7 | 9   | 32  | 2   |        |

Za zwycięstwo przyznawano 2 pkt, za remis 1 pkt, a za porażkę 0 pkt. Remis orzekano, gdy po 120 minutach gry wynik był nierozstrzygnięty.